# Tử hình ở Campuchia

Vị trí Campuchia trên bản đồ Đông Nam Á.

Hình phạt tử hình ở Campuchia bị cấm theo Hiến pháp Campuchia. Campuchia đã bãi bỏ án tử hình vào năm 1989.
Campuchia là một trong hai quốc gia ASEAN duy nhất (nước còn lại là Philippines) đã bãi bỏ án tử hình.

## Lập pháp
Dựa theo Điều 32 Hiến pháp Vương quốc Campuchia (1993) công bố như sau:
"Tất cả mọi người đều có quyền sống, quyền tự do và an toàn cá nhân. Sẽ không có án tử hình".

## Chính trị
Năm 1995, Thủ tướng đầu tiên là Hoàng thân Norodom Ranariddh từng đưa ra lời kêu gọi tử hình bằng cách hô hào Nhà nước xử tử những kẻ giết người và buôn bán ma túy.
Năm 2019, Thủ tướng Hun Sen nói rằng ông đang cân nhắc áp dụng án tử hình đối với những kẻ hiếp dâm trẻ em, nhưng ông cho biết điều đó sẽ chỉ xảy ra sau một cuộc trưng cầu dân ý trên toàn quốc. Vài ngày sau thông báo này, Hun Sen đã thay đổi lập trường của mình.